# 5055 Opekushin
5055 Opekushin eller 1986 PB5 är en asteroid i huvudbältet som upptäcktes den 13 augusti 1986 av den ryska astronomen Ljudmila Tjernych vid Krims astrofysiska observatorium på Krim. Den är uppkallad efter den ryske konstnären Aleksandr M. Opekushin.
Asteroiden har en diameter på ungefär 15 kilometer och den tillhör asteroidgruppen Themis.